# William Michaelis
William Otto Ernst Michaelis (* 19. Juli 1871 in Bischofsburg; † 5. Januar 1948 in Putbus) war ein deutscher Vizeadmiral und Chef der Reichsmarine während der Weimarer Republik.

## Leben
William Michaelis, der Sohn eines Bauingenieurs, machte zunächst sein Abitur. Nach seinem Eintritt als Seeoffiziersanwärter in die Kaiserliche Marine im April 1889 erfolgte 1892 seine Beförderung zum Unterleutnant zur See. Als solcher war er zwischen 1893 und 1894 bei der 1. Torpedobootsabteilung in Kiel als Wachoffizier und Kommandant eingesetzt. Seine weitere Offizierslaufbahn führte nach dem Besuch der Kaiserlichen Marineakademie zwischen 1900 und 1902 – die er als Jahrgangsbester abschloss – zu Verwendungen im Reichsmarineamt und im Admiralitätsstab. Dabei fand er Verwendung als Dezernent im Reichsmarineamt, Erster Offizier eines Linienschiffs sowie als Admiralstabsoffizier eines Geschwaders.
Von 1911 bis 1913 war er Abteilungschef im Admiralstab und zugleich engster Mitarbeiter des Chefs des Admiralstabs August von Heeringen, eines Bruders des Preußischen Kriegsministers Josias von Heeringen. Wenige Monate nach seiner Beförderung zum Kapitän zur See wurde er im Oktober 1913 jüngster Kommandant eines Großkampfschiffs (Thüringen). Zwischen 4. Februar 1915 und 1916 war er Chef des Stabes der Hochseeflotte und erlebte dadurch als enger Mitarbeiter des Hochseeflottenchefs Admiral Hugo von Pohl an zentraler Stelle die Auseinandersetzungen um den Einsatz der Hochseeflotte. Nach der Ernennung von Pohls Nachfolger Reinhard Scheer wurde er auf eigenen Wunsch am 28. Januar 1916 zunächst Abteilungschef und dann im September bis November 1918 Direktor des Allgemeinen Marinedepartements im Reichsmarineamt.
Nach dem Ende des Ersten Weltkrieges erfolgte im Dezember 1919 nach seiner Beförderung zum Konteradmiral seine Ernennung zum Direktor des Kommandoamts in der Admiralität. Als solcher wurde er im März 1920 nach der Ablösung von Vizeadmiral Adolf von Trotha wegen dessen Haltung während des Kapp-Putsches mit der Wahrnehmung der Geschäfte des Chefs der Admiralität und damit des Chefs der Reichsmarine bzw. Marineleitung beauftragt. Dieses Amt hatte er bis zu seiner Ablösung durch Admiral Paul Behncke am 1. September 1920 inne. Anschließend wurde er unter Verleihung des Charakters als Vizeadmiral am 20. Dezember 1920 in den Ruhestand verabschiedet.

## Veröffentlichungen
- Kaiser Wilhelm II. und seine Marine. Kritische Beobachtungen während des Kaisermanövers in der Nordsee Herbst 1912. Aus den Erinnerungen von Vizeadmiral William Michaelis. Nachdruck 1976.
- Tirpitz' strategisches Wirken vor und während des Ersten Weltkriegs. Abgedr. in Werner Rahn (Hrsg.): Deutsche Marinen im Wandel. Vom Symbol nationaler Einheit zum Instrument internationaler Sicherheit. München, Oldenbourg Verlag 2005, ISBN 3-486-57674-7, S. 401–419.